# Liste des épisodes d'Ed, Edd et Eddy

Logo de la série.

Ed, Edd & Eddy est une série d'animation américano-canadienne, créée par Danny Antonucci et produite aux studios a.k.a. Cartoon, initialement diffusée entre le 4 janvier 1999 et le 8 novembre 2009 sur la chaîne de télévision Cartoon Network en Amérique du Nord.
En France, la série a été diffusée sur Cartoon Network, et sur France 3.

## Périodicité
| Saison | Saison   | Épisodes | Diffusion originale | Diffusion originale | Diffusion française                                                   | Diffusion française |
| Saison | Saison   | Épisodes | Première diffusion  | Dernière diffusion  | Première diffusion                                                    | Dernière diffusion  |
| ------ | -------- | -------- | ------------------- | ------------------- | --------------------------------------------------------------------- | ------------------- |
|        | 1        | 13       | 4 janvier 1999      | 11 juin 1999        | 10 Septembre 2000 (France 3) 06 Janvier 2001 (Cartoon Network France) | TBA                 |
|        | 2        | 13       | 26 novembre 1999    | 22 décembre 2000    | TBA                                                                   | TBA                 |
|        | 3        | 13       | 6 avril 2001        | 1er novembre 2002   | TBA                                                                   | TBA                 |
|        | 4        | 13       | 5 juillet 2002      | 5 novembre 2004     | TBA                                                                   | TBA                 |
|        | 5        | 12       | 4 novembre 2005     | 28 avril 2007       | TBA                                                                   | TBA                 |
|        | 6        | 1        | 10 janiver 2008     | 10 janiver 2008     | TBA                                                                   | TBA                 |
|        | Spéciaux | 4        | 3 décembre 2004     | 11 mai 2007         | TBA                                                                   | TBA                 |
|        | Téléfilm | Téléfilm | 8 novembre 2009     | 8 novembre 2009     | TBA                                                                   | TBA                 |

## Épisodes

### Première saison (1999)
| No. de série | No. de saison | Titre                                                                                  | Date de diffusion | Date de diffusion |
| --- | ------------- | -------------------------------------------------------------------------------------- | ----------------- | ----------------- |
| 1 | 1             | Gare au toucheur en série / Les Ulsœurs ensorceleuses The Ed-touchables / Nagged to Ed | 4 janvier 1999    |                   |
| Ed, Edd et Eddy tentent d'attraper le « toucheur en série », un prétendu voleur d'objets, qui sévit dans les environs. Ils interrogent initialement Johnny en lui faisant subir le supplice de la goutte d'eau, et ce dernier n'a aucun autre choix que d'avouer par la force. En réalité, les objets volés ont été perdus par leurs propriétaires respectifs. |               |                                                                                        |                   |                   |
| Lee, May, et Marie Ulsœurs, appelées « Les Ulsœurs », repèrent Ed, Edd, et Eddy et plantent leur caravane devant la maison des Ed. |               |                                                                                        |                   |                   |
| 2 | 2             | Jetez-vous à l'eau / Après vous, Ed Pop Goes the Ed / Over Your Ed                     | 11 janvier 1999   |                   |
| Pendant une journée de canicule, les Ed tentent de s'inviter à une fête organisée par Jazz durant laquelle ils pourrait s'y rafraichir. |               |                                                                                        |                   |                   |
| |               |                                                                                        |                   |                   |
| 3 | 3             | Les baby-sitters / Poussée de croissance Sir Ed-a-Lot / A Pinch to Grow an Ed          | 18 janvier 1999   |                   |
| Edd et Eddy doivent aider Ed à garder sa sœur, Sarah, autrement il ne sera pas payé. |               |                                                                                        |                   |                   |
| Eddy, qui subit les brimades de ses amis à cause de sa petite taille, veut trouver un moyen de grandir. |               |                                                                                        |                   |                   |
| 4 | 4             | Les hors la loi de l'espace / Les chipies voleuses Dawn of the Eds / Virt-Ed-Go        | 25 janvier 1999   |                   |
| Ed veut voir le dernier film de science fiction sorti au cinéma, L'attaque des Robots envahisseurs, mais il ne peut pas à cause de la restriction d'âge. |               |                                                                                        |                   |                   |
| Le trio veut construire un clubhouse et faire payer leurs futurs membres. |               |                                                                                        |                   |                   |
| 5 | 5             | Demandez le journal / Prenez la pose Read All About Ed / Quick Shot Ed                 | 1er février 1999  |                   |
| Deux D est assigné à la distribution des journaux afin qu'il puisse s'acheter un microscope. Eddy tente de l'aider afin de l'aider à gagner plus de l'argent. Néanmoins, les deux ne s'attendent pas échouer si rapidement à cause de l'incompétence de Ed. |               |                                                                                        |                   |                   |
| Les Ed trouvent un vieil appareil photo dans le grenier d'Eddy. Ce dernier veut établir une arnaque avec. Son idée est de prendre des photos des enfants du cul-de-sac et leur vendre sous forme de calendrier. Cependant, rien ne se passe comme prévu. |               |                                                                                        |                   |                   |
| 6 | 6             | Eddy ça porte chance / Et dis, on s'cache ? An Ed Too Many / Ed-n-Seek                 | 8 février 1999    |                   |
| Sarah tombe amoureuse de Deux D et le suit peu importe où vont les Ed. Ed et Eddy réalisent que pour se débarrasser d'elle, Sarah et Jimmy doivent retourner ensemble. |               |                                                                                        |                   |                   |
| Les enfants du cul-de-sac jouent à cache-cache, et les Ed y participent. |               |                                                                                        |                   |                   |
| 7 | 7             | Le grand EddyNi / Catcheurs nées Look into My Eds / Tag Yer Ed                         | 1er mars 1999     |                   |
| Deux Dee reçoit un manuel de psychologie avec une petite roue d'hypnotisation, avec laquelle Eddy contrôle des enfants du cul-de-sac. |               |                                                                                        |                   |                   |
| Deux D humilié du fait qu'il soit faible, Eddy décide de l'entraîner dans un programme de catch. |               |                                                                                        |                   |                   |
| 8 | 8             | Farceur farci / Opération Bonbecs Fool on the Ed / A Boy and His Ed                    | 8 mars 1999       |                   |
| Eddy est le meilleur farceur du cul-de-sac jusqu'à ce qu'un mystérieux « Roi des farces » s'en prenne à tous les enfants du cul-de-sac. |               |                                                                                        |                   |                   |
| Kevin dit aux Ed qu'il souhaite leur donner quelque chose, mais Eddy ne le croit pas et l'envoie balader. Voyant que Kevin donnait des bonbecs à tous les enfants, les Ed tentent de devenir son ami pour en avoir. |               |                                                                                        |                   |                   |
| 9 | 9             | Le chemin d'Ed / Sourire, sourire It's Way Ed / Laugh Ed Laugh                         | 15 mars 1999      |                   |
| |               |                                                                                        |                   |                   |
| 10 | 10            | Un verre de l'Ed chaud / Ed et les lapins A Glass of Warm Ed / Flea-Bitten Ed          | 12 avril 1999     |                   |
| Une nuit au cul-de-sac, Deux D découvre que Ed est somnambule et qu'il mange tous les provisions des enfants du cul-de-sac. |               |                                                                                        |                   |                   |
| Les Ed ouvre une garderie d'animaux afin de prendre soin des animaux de Wolf. Tout se passe jusqu'à ce qu'Ed développe une réaction allergique aux lapins de Wolf. |               |                                                                                        |                   |                   |
| 11 | 11            | Troc en stock / Chez les Eds Who, What, Where, Ed! / Keeping Up with the Eds           | 19 avril 1999     |                   |
| Les Ed sont affamés, et Eddy leur prépare une omelette. Malheureusement, Ed réussit à casser tous les œufs prévus pour sa préparation. Ils demandent alors à Wolf de leur donner des œufs. Cependant, pour les avoir, ils doivent le mériter. |               |                                                                                        |                   |                   |
| Deux D doit exécuter certaines tâches ménagères dont la tonte du jardin. Ed et Eddy décident de l'aider, mais Ed ruine le jardin. Ils décident alors d'utiliser un sac d'engrais spécial pour faire repousser l'herbe, mais l'engrais fait pousser l'herbe de tous les jardins du cul-de-sac.                                                                  |               |                                                                                        |                   |                   |
| 12 | 12            | Ils Eds agèrent / Victime de la mode Eds-Aggerate / Oath to an Ed                      | 26 avril 1999     |                   |
| |               |                                                                                        |                   |                   |
| 13 | 13            | Le silence est d'or / Croisière et vahinés Button Yer Ed / Avast Ye Eds                | 11 juin 1999      |                   |
| Ed fait accidentellement un trou dans la porte anti-insecte de Deux D et laisse entrer une mouche. Cette dernière s'égare dans la gorge d'Eddy. Il essaye de l'expulser mais perd sa voix. Deux D et Edd essayent d'aider Eddy, mais finissent par demander de l'aide à Wolf.                                                                                  |               |                                                                                        |                   |                   |
| Croisière et vahinés : Les Ed lancent une nouvelle arnaque, un programme de croisière sur une crique locale, et parviennent à convaincre les enfants du cul-de-sac, en particulier Jimmy et Jonny. Néanmoins, ils sont attaqués par les Ulsœurs. |               |                                                                                        |                   |                   |

### Deuxième saison (1999–2000)
| No. de série | No. de saison | Titre                                                                                        | Date de diffusion | Date de diffusion |
| --- | ------------- | -------------------------------------------------------------------------------------------- | ----------------- | ----------------- |
| 14 | 1             | Le jeu canadien / L'ami idéal Know it all Ed / Dear Ed                                       | 26 novembre 1999  |                   |
| |               |                                                                                              |                   |                   |
| 15 | 2             | L'œil du Cyclope / 0 + 0 = la tête à Ed Knock Knock, Who's Ed? / One + One = Ed              | 11 février 2000   |                   |
| Ed raconte à Edd et Eddy le marathon télévisé qu'il a regardé. Deux Dee etd Eddy décident également de regarder le marathon, mais Sarah les expulse de la maison. Ils essayent alors de revenir pour leur marathon.   |               |                                                                                              |                   |                   |
| Ed n'arrive pas à dormir, et reste dans la maison d'Eddy toute la nuit. |               |                                                                                              |                   |                   |
| 16 | 3             | L'homme insecte / La machine des records Eeny, Meeny, Miney, Ed / Ready, Set... Ed!          | 3 mars 2000       |                   |
| Ed demande à Eddy pourquoi Deux D est si intelligent, et Eddy, pour son grand plaisir, lui explique qu'il ne serait en réalité pas humain.                                                                            |               |                                                                                              |                   |                   |
| Jaloux d'un record de vélo établit par Kevin, Eddy décide également de montrer ses propres talents. Eddy explique aux enfants du cul-de-sac que lui et les Ed établiront un nouveau record de voyage autour du monde. |               |                                                                                              |                   |                   |
| 17 | 4             | Le monde du divertissement / La fausse fée des dents Hands Across Ed / Floss Your Ed         | 24 mars 2000      |                   |
| |               |                                                                                              |                   |                   |
| 18 | 5             | Qui a laissé Ed ? / L'ami invisible In Like Ed / Who Let the Ed in?                          | 7 avril 2000      |                   |
| |               |                                                                                              |                   |                   |
| 19 | 6             | L'union fait la force / Ed sans-abri Home Cooked Eds / Rambling Ed                           | 12 mai 2000       |                   |
| |               |                                                                                              |                   |                   |
| 20 | 7             | Une soirée avec Ed / La clé To Sir with Ed / Key to My Ed                                    | 23 juin 2000      |                   |
| |               |                                                                                              |                   |                   |
| 21 | 8             | La ville des grands / La grande rébellion Urban Ed / Stop, Look and Ed                       | 21 juillet 2000   |                   |
| |               |                                                                                              |                   |                   |
| 22 | 9             | Mariés pour la force / Le ranch marin Honor Thy Ed / Scrambled Ed                            | 4 août 2000       |                   |
| |               |                                                                                              |                   |                   |
| 23 | 10            | L'homme à tout faire / Cette peste Rent-a-Ed / Shoo Ed                                       | 18 août 2000      |                   |
| |               |                                                                                              |                   |                   |
| 24 | 11            | Eddy l'étudiant / Miroir déformant Ed in a Half Shell / Mirror, Mirror, on the Ed            | 8 septembre 2000  |                   |
| |               |                                                                                              |                   |                   |
| 25 | 12            | Ed chaud / Ed à talons hauts Hot Buttered Ed / High Heeled Ed                                | 27 octobre 2000   |                   |
| |               |                                                                                              |                   |                   |
| 26 | 13            | Vive le vent, vive le vent, vive le gentil Ed / Je veux qu'on m'aime Fa-La-La-La-Ed / Cry Ed | 22 décembre 2000  |                   |
| Eddy veut faire un sapin de Noël en plein été pour récolter des fonds. Ses amis essaient de lui expliquer qu'il est plus important d'offrir que de recevoir, mais il n'est pas convaincu.                             |               |                                                                                              |                   |                   |
| |               |                                                                                              |                   |                   |

### Troisième saison (2001–2002)
| No. de série | No. de saison | Titre                                                                                             | Date de diffusion | Date de diffusion |
| ------------ | ------------- | ------------------------------------------------------------------------------------------------- | ----------------- | ----------------- |
| 27           | 1             | Je souhaite que vous soyez Ed / Le garçon de la maman Wish You Were Ed / Momma's Little Ed        | 6 avril 2001      |                   |
|              |               |                                                                                                   |                   |                   |
| 28           | 2             | Il était 3 fois / Demandez le journal Once Upon an Ed / For Your Ed Only                          | 25 mai 2001       |                   |
|              |               |                                                                                                   |                   |                   |
| 29           | 3             | La menace de l'espace / Il faut sauver le soldat Ed ! It Came from Outer Ed / 3 Squares and an Ed | 19 septembre 2001 |                   |
|              |               |                                                                                                   |                   |                   |
| 30           | 4             | Le duel de Rolf / Chasse au trésor pour un cerveau Dueling Eds / Dim Lit Ed                       | 20 septembre 2001 |                   |
|              |               |                                                                                                   |                   |                   |
| 31           | 5             | Travaux à la ferme / Course au ballon Will Work for Ed / Ed, Ed and Away                          | 4 janvier 2002    |                   |
|              |               |                                                                                                   |                   |                   |
| 32           | 6             | Vilain bouton ! / Vengeance à Kévin ! X Marks the Ed / From Here to Ed                            | 25 janvier 2002   |                   |
|              |               |                                                                                                   |                   |                   |
| 33           | 7             | Nazz chérie / 3 Eds et un bonbec Boys Will Be Eds / Ed or Tails                                   | 15 février 2002   |                   |
|              |               |                                                                                                   |                   |                   |
| 34           | 8             | Amateurs de sensations fortes / Leçons de sagesse Gimme, Gimme Never Ed / My Fair Ed              | 8 mars 2002       |                   |
|              |               |                                                                                                   |                   |                   |
| 35           | 9             | Allô, Maman cauchemar ! / Chasse au trésor Rock-a-Bye-Ed / O-Ed-Eleven                            | 22 mars 2002      |                   |
|              |               |                                                                                                   |                   |                   |
| 36           | 10            | Où sont les magazines ? / Bouche-à-Oreille The Luck of the Ed / Ed... Pass It On...               | 21 juin 2002      |                   |
|              |               |                                                                                                   |                   |                   |
| 37           | 11            | La dette de Sarah / Edzilla Brother, Can You Spare an Ed? / The Day the Ed Stood Still            | 28 juin 2002      |                   |
|              |               |                                                                                                   |                   |                   |
| 38           | 12            | Enquête à la fête de l'amitié If It Smells Like an Ed                                             | 5 juillet 2002    |                   |
|              |               |                                                                                                   |                   |                   |
| 39           | 13            | Pour une poignée de bonbecs / L'arnaque du siècle ! Don't Rain on My Ed / Once Bitten, Twice Ed   | 12 juillet 2002   |                   |
|              |               |                                                                                                   |                   |                   |

### Quatrième saison (2002–2004)
| No. de série | No. de saison | Titre                                                                                           | Date de diffusion | Date de diffusion |
| ------------ | ------------- | ----------------------------------------------------------------------------------------------- | ----------------- | ----------------- |
| 40           | 1             | Les bois de l'angoisse / Sans Ed, rien ne va ! An Ed in the Bush / See No Ed                    | 27 septembre 2002 |                   |
|              |               |                                                                                                 |                   |                   |
| 41           | 2             | La guerre des docteurs / Nouvelle maison pour Eddy Is There an Ed in the House? / An Ed is Born | 1er novembre 2002 |                   |
|              |               |                                                                                                 |                   |                   |
| 42           | 3             | Jimmy le sumo / Violon cacophonique One Size Fits Ed / Pain in the Ed                           | 15 novembre 2002  |                   |
|              |               |                                                                                                 |                   |                   |
| 43           | 4             | Il faut sauver le soldat Ed 2 / Tout ça pour une pièce ! Ed Overboard / One of Those Eds        | 24 août 2003      |                   |
|              |               |                                                                                                 |                   |                   |
| 44           | 5             | Eddy l'autodidacte / Sa majesté de Cul-de-Sac They Call Him Mr. Ed / For the Ed, by the Ed      | 10 novembre 2003  |                   |
|              |               |                                                                                                 |                   |                   |
| 45           | 6             | La colère d'Ed / Psychologie inversée Little Ed Blue / A Twist of Ed                            | 17 novembre 2003  |                   |
|              |               |                                                                                                 |                   |                   |
| 46           | 7             | Chantage et esclavage / Souvenirs du passé Your Ed Here / The Good Ol' Ed                       | 23 janvier 2004   |                   |
|              |               |                                                                                                 |                   |                   |
| 47           | 8             | Parfum de fromage / Faux numéro ! Thick as an Ed / Sorry, Wrong Ed                              | 30 janvier 2004   |                   |
|              |               |                                                                                                 |                   |                   |
| 48           | 9             | Les nouvelles aventures de Captain Pastèque / Supercondriaque Robbin' Ed / A Case of Ed         | 6 février 2004    |                   |
|              |               |                                                                                                 |                   |                   |
| 49           | 10            | Bouteille à la mer / Echange de personnalités Run for Your Ed / Hand Me Down Ed                 | 13 février 2004   |                   |
|              |               |                                                                                                 |                   |                   |
| 50           | 11            | Le club des milliardaires / L'arbre à arnaques Stiff Upper Ed / Here's Mud in Your Ed           | 20 février 2004   |                   |
|              |               |                                                                                                 |                   |                   |
| 51           | 12            | Pensé = Acheté ! / Les parents de Planche Stuck in Ed / Postcards from the Ed                   | 27 février 2004   |                   |
|              |               |                                                                                                 |                   |                   |
| 52           | 13            | Coup de vieux pour Eddy ! Take This Ed and Shove It                                             | 5 novembre 2004   |                   |
|              |               |                                                                                                 |                   |                   |

### Cinquième saison (2005–2007)
| No. de série | No. de saison | Titre                                                                                                | Date de diffusion | Date de diffusion |
| ------------ | ------------- | --- | ----------------- | ----------------- |
| 56           | 1             | Opération : Bulletin maudit / Perdu dans les flashbacks Mission Ed-Possible / Every Which Way but Ed | 4 novembre 2005   |                   |
|              |               | |                   |                   |
| 57           | 2             | Panne d'électricité / Douche à tout prix ! Boom Boom Out Goes the Ed / Cleanliness Is Next to Edness | 1er octobre 2005  |                   |
|              |               | |                   |                   |
| 58           | 3             | Retour sur les bancs d'école Out with the Old... in with the Ed                                      | 18 novembre 2005  |                   |
|              |               | |                   |                   |
| 59           | 4             | Le grand mystère des bébés / Cadeaux de correspondance I Am Curious Ed / No Speak Da Ed              | 25 novembre 2005  |                   |
|              |               | |                   |                   |
| 60           | 5             | Délit de fuite / Ed, ce génie ! Cool Hand Ed / Too Smart for His Own Ed                              | 31 mars 2006      |                   |
|              |               | |                   |                   |
| 61           | 6             | Ed et les animaux / Nouvelle popularité Who's Minding the Ed? / Pick an Ed                           | 28 juin 2006      |                   |
|              |               | |                   |                   |
| 62           | 7             | Ragots et châtiments / Examen médical Truth or Ed / This Won't Hurt an Ed                            | 3 juillet 2006    |                   |
|              |               | |                   |                   |
| 63           | 8             | Un vrai conte de fée / Le bon, la brute et Ed Tinker Ed / The Good, the Bad and the Ed               | 14 août 2006      |                   |
|              |               | |                   |                   |
| 64           | 9             | Ed la mascotte / Une fête ennuyeuse Tight End Ed / 'Tween a Rock and an Ed Place                     | 28 août 2006      |                   |
|              |               | |                   |                   |
| 65           | 10            | On parie ? Tous les coups sont permis ! / Photo de classe All Eds are Off / Smile for the Ed         | 13 avril 2007     |                   |
|              |               | |                   |                   |
| 66           | 11            | Voyage à l'usine de bonbecs / La gloire de mes ancêtres Run Ed Run / A Town Called Ed                | 20 avril 2007     |                   |
|              |               | |                   |                   |
| 67           | 12            | Pour une poignée d'Ed ! A Fistful of Ed                                                              | 28 avril 2007     |                   |
|              |               | |                   |                   |

### Sixième saison (2008)
| No. de série | No. de saison | Titre                                                                               | Date de diffusion | Date de diffusion |
| ------------ | ------------- | ----------------------------------------------------------------------------------- | ----------------- | ----------------- |
| 69           | 1             | Le bal de l'école / Les risques de l'hiver May I Have This Ed? / Look Before You Ed | 10 janvier 2008   |                   |
|              |               |                                                                                     |                   |                   |

### Épisodes spéciaux (2004–2007)
| No. de série | No. de saison | Titre                                                 | Date de diffusion | Date de diffusion |
| ------------ | ------------- | ----------------------------------------------------- | ----------------- | ----------------- |
| 53           | 1             | L'esprit de Noël Jingle Jingle Jangle                 | 3 décembre 2004   |                   |
|              |               |                                                       |                   |                   |
| 54           | 2             | Quand les cupidons s'en mêlent Hanky Panky Hullabaloo | 11 février 2005   |                   |
|              |               |                                                       |                   |                   |
| 55           | 3             | Tous à Pétocheville Boo-Haw! Haw!                     | 28 août 2005      |                   |
|              |               |                                                       |                   |                   |
| 68           | 4             | Les étrangers qui venaient de loin The Eds are Coming | 11 mai 2007       |                   |
|              |               |                                                       |                   |                   |

### Téléfilm (2009)
| Titre                                          | Date de diffusion | Date de diffusion |
| ---------------------------------------------- | ----------------- | ----------------- |
| Ed, Edd et Eddy : Le Film The Big Picture Show | 8 novembre 2009   |                   |
|                                                |                   |                   |